# Linaria remotiflora
Linaria remotiflora är en grobladsväxtart som beskrevs av Patzak. Linaria remotiflora ingår i släktet sporrar, och familjen grobladsväxter. Inga underarter finns listade i Catalogue of Life.